# Skewb
Lo Skewb (originariamente Pyraminx Cube) è un twisty puzzle, inventato da Tony Durham e commercializzato da Uwe Mèffert, che mantiene la forma cubica del cubo di Rubik, ma i suoi quattro assi di rotazione passano attraverso i vertici, anziché per le facce, e di conseguenza le rotazioni sono effettuate diagonalmente.
È composto da 6 quadrati centrali, ruotati di 45° rispetto alla faccia del cubo, e quattro vertici per ogni faccia (ognuno in comune a tre facce), per un totale di 14 pezzi.

## Permutazioni
Lo Skewb può assumere 3.149.280 diverse posizioni, ognuna di esse può essere risolta con 11 o meno mosse. 

## Curiosità
Il nome originale dato da Mèffert era Pyraminx Cube, il nome Skewb fu inventato da Douglas Hofstadter nel 1982. A Mèffert il nuovo nome piacque anche per altri rompicapo, come lo Skewb Diamond e lo Skewb Ultimate.